# Branden Williams
Branden Williams (ur. 13 października 1974 roku w Hollywood w Kalifornii) – amerykański aktor filmowy i telewizyjny. Znany również jako Jeff Westmoreland.
Zadebiutował w 1985 roku epizodyczną rolą w serialu telewizyjnym Robert Kennedy & His Times. Wystąpił m.in. jako Kile Blank w filmie Mean Creek oraz jako Tommy Salomme w komedii romantycznej Ten pierwszy raz. Pojawił się także w sitcomie Will & Grace i w horrorze Steve'a Minera Halloween: 20 lat później.